# Patrick Super Star
Kamp Koral : Bob la petite éponge
Patrick Super Star (The Patrick Star Show) est une série télévisée d'animation comique américaine en 57 épisodes de 22 minutes, créée par Luke Brookshier, Marc Ceccarelli, Andrew Goodman, Kaz, M. Lawrence et Vincent Waller, et diffusée depuis le 9 juillet 2021 sur Nickelodeon. Il s'agit d'un spin-off de Bob l'éponge qui se concentre sur Patrick Étoile de mer et sa famille animant des émissions.
En France, la série est diffusée depuis le 20 février 2022 sur Nickelodeon.

## Synopsis
Patrick une étoile de mer, anime sa propre émission dans sa maison familiale, avec le soutien de toute sa famille. 

## Distribution

### Voix originales
- Bill Fagerbakke : Patrick Étoile de mer
- Thomas F. Wilson : Cecil
- Cree Summer : Bunny, Grand-mère Tentacule
- Jill Talley : Squidina Étoile
- Dana Snyder : Grand-père Étoile
- Tom Kenny : Ouchie, Bob l'éponge
- Dee Bradley Baker : Tinkle
- Rodger Bumpass : Carlo Tentacule
- Carolyn Lawrence : Sandy Écureuil
- Clancy Brown : M. Krabs
- Lori Alan : Pearl Krabs
- Mr. Lawrence : Plankton

### Voix françaises
- Boris Rehlinger : Patrick
- Franck Sportis : le père de Patrick
- Frédéric Popovic
- Michel Dodane
- Vincent Ropion
- Lila Lacombe : Squidina
- Paul Borne
- Philippe Catoire : grand père l’étoile
- Magali Rosenzweig
- Hervé Grull
- Marie Bouvier
- Michel Bedetti : M. Krabs, Plankton
- Michel Mella : Carlo Tentacule
- Sébastien Desjours : Bob l'éponge
- Hélène Chanson : Sandy Écureuil, Pearl Krabs

- Version française
  - Studio de doublage : Lylo Media Group
  - Direction artistique : Isabelle Bertolini (dialogues), Edwige Chandelier (chansons)
  - Adaptation : Didier Duclos (dialogues), Edwige Chandelier (chansons)

## Production
Le 10 août 2020, il a été annoncé que la série Bob l'éponge recevrait sa deuxième série dérivée, après Kamp Koral : Bob la petite éponge, et que la série se concentrerait sur Patrick Étoile. En mars 2021, il a été annoncé que Nickelodeon avait commandé 13 épisodes, la série devant sortir à l'été 2021,. Le 31 mai 2021, il a été annoncé que la série serait diffusée en juillet 2021, et la première bande-annonce de la série a été dévoilée. Le 17 juin 2021, il a été annoncé que la série serait diffusée en première mondiale à partir du 9 juillet 2021.
Le 11 août 2021, il a été annoncé que Nickelodeon avait commandé 13 épisodes supplémentaires pour la série, portant la série à 26 épisodes au total.
Le 21 mars 2022, la série a été renouvelée pour une deuxième saison de 26 épisodes.

### Fiche technique
- Titre original : The Patrick Star Show
- Titre français : Patrick Super Star
- Création : Stephen Hillenburg
- Réalisation : Dave Cunningham - Sherm Cohen
- Scénario : Luke Brookshier - Andrew Goodman - Kaz - Mr. Lawrence

- Musique : Nicolas Carr - Sage Guyton - Ego Plum - Eban Schletter - Jeremy Wakefield
- Direction artistique : Peter Bennet
- Son : Justin Brinsfield
- Montage : Alexandria Krystin
- Casting : Lorena Gallego
- Production : Stephen Hillenburg, Luke Brookshier - Marc Ceccarelli - Andrew - Goodman - Kaz - Mr. Lawrence - Vincent Waller
- Sociétés de production : United Plankton Pictures Inc., Nickelodeon Animation Studio
- Sociétés de distribution : ViacomCBS Domestic Media Networks
- Pays d'origine :   États-Unis
- Langue originale : anglais
- Format : 1080i (16:9 HDTV) - Dolby Surround 5.1 (NTSC)
- Genre : Série d'animation, Comédie, Aventure
- Nombre de saisons : 1
- Nombre d'épisodes : 26
- Durée : 22 minutes
- Dates de première diffusion :
  - États-Unis : 9 juillet 2021
  - France : 20 février 2022
- Public : Tous publics

## Épisodes

### Saison 1
| №  | Titre original                    | Première diffusion | Titre français                        | Première diffusion |
| -- | --------------------------------- | ------------------ | ------------------------------------- | ------------------ |
| 1  | Late for Breakfast                | 9 juillet 2021     | En retard au petit déjeuner           | 20 février 2022    |
| 2  | Bummer Jobs                       | 9 juillet 2021     | Au travail                            | 20 février 2022    |
| 3  | Stair Wars                        | 23 juillet 2021    | La guerre des escaliers               | 20 février 2022    |
| 4  | Enemies à la Mode                 | 23 juillet 2021    | Nos meilleurs ennemis                 | 20 février 2022    |
| 5  | Lost in Couch                     | 16 juillet 2021    | Dragon de télékomodo                  | 27 février 2022    |
| 6  | Pat-a-thon                        | 16 juillet 2021    | Pat-a-thon                            | 27 février 2022    |
| 7  | The Yard Sale                     | 19 novembre 2021   | Le vide-grenier                       | 27 février 2022    |
| 8  | Squidina's Little Helper          | 6 août 2021        | L'assistant de Calamine               | 6 mars 2022        |
| 9  | I Smell a Pat                     | 13 août 2021       | Une odeur Pat'terrible                | 6 mars 2022        |
| 10 | Gas Station Vacation              | 29 octobre 2021    | Vacances en famille                   | 6 mars 2022        |
| 11 | Bunny the Barbarian               | 5 novembre 2021    | Annie chez les Barbares               | 6 mars 2022        |
| 12 | The Haunting of Star House        | 30 juillet 2021    | Maison hantée                         | 13 mars 2022       |
| 13 | Who's a Big Boy?                  | 4 mars 2022        | C'est qui, le grand garçon ?          | 13 mars 2022       |
| 14 | Terror at 20,000 Leagues          | 22 octobre 2021    | Peurs sous les mers                   | À venir            |
| 15 | To Dad and Back                   | 18 mars 2022       | Visitons papa                         | 21 août 2022       |
| 16 | Survivoring                       | 25 mars 2022       | À la dure                             | 21 août 2022       |
| 17 | Just in Time for Christmas        | 3 décembre 2021    | Juste à temps pour Noël               | À venir            |
| 18 | Klopnodian Heritage Festival      | 11 mars 2022       | Festival des traditions Klopnodiennes | À venir            |
| 19 | X Marks the Pot                   | 1er avril 2022     | La cachette de l'Homme Laser          | 21 août 2022       |
| 20 | Patrick's Alley                   | 8 avril 2022       | La crèche de Patrick                  | 21 août 2022       |
| 21 | Pearl Wants to Be a Star          | 15 avril 2022      | Pearl Super Star                      | 21 août 2022       |
| 22 | Super Sitters                     | 10 avril 2023      | Super baby-sitters                    | 21 août 2022       |
| 23 | Nitwit Neighborhood News          | 22 juillet 2022    | Les Zinfos de Zozo                    | 21 août 2022       |
| 24 | Mid-Season Finale                 | 22 juillet 2022    | Le dernière épisode de la mi-saison   | 21 août 2022       |
| 25 | Shrinking Stars                   | 13 janvier 2023    | Les toutes petites étoiles            | 21 mai 2023        |
| 26 | FitzPatrick                       | 11 avril 2023      | FitzPatrick                           | 29 mai 2023        |
| 27 | Uncredible Journey                | 10 février 2023    | L'incroyable voyage                   | 30 mai 2023        |
| 28 | Host-a-Palooza                    | 17 février 2023    | Dans la peau de Patrick               | 31 mai 2023        |
| 29 | Backpay Payback                   | 24 février 2023    | Mauvais payeurs                       | 1 juin 2023        |
| 30 | House Hunting                     | 3 mars 2023        | À la poursuite de la maison           | 2 juin 2023        |
| 31 | The Drooling Fool                 | 12 avril 2023      | Braver la bave                        | 5 juin 2023        |
| 32 | Patrick's Got an Alien Zoo Loose  | 13 avril 2023      | Un zoo à la maison                    | 6 juin 2023        |
| 33 | The Patterfly Effect              | 17 avril 2023      | L'effet Pat'pillon                    | 7 juin 2023        |
| 34 | A Space Affair to Remember        | 18 avril 2023      | L'espace d'un concours                | 7 juin 2023        |
| 35 | Home ECCH!                        | 19 avril 2023      | Éducation ménagère                    | 11 juin 2023       |
| 36 | Fun & Done!                       | 20 avril 2023      | Apprendre en s'amusant                | 11 juin 2023       |
| 37 | The Lil' Patscals                 | 24 avril 2023      | Les Chena-Pat'                        | 8 juin 2023        |
| 38 | The Prehistoric Patrick Star Show | 25 avril 2023      | Patrick Étoile des cavernes           | 8 juin 2023        |
| 39 | The Patrick Show Sells Out        | 26 avril 2023      | La guerre des sponsors                | À venir            |
| 40 | Neptune's Ball                    | 27 avril 2023      | Le bal du Roi Neptune                 | À venir            |
| 41 | Dad's Stache Stash                | 1 mai 2023         | La mousta-cachette                    | À venir            |
| 42 | A Root Galoot                     | 2 mai 2023         | Ras la racine                         | À venir            |
| 43 | The Starry Awards                 | 3 mai 2023         | Les troph'Étoiles                     | À venir            |
| 44 | Blorpsgiving                      | 4 mai 2023         | Robot-festin                          | À venir            |
| 45 | Stuntin'                          | 3 juillet 2023     | Cascades en cascade                   | À venir            |
| 46 | Olly Olly Organ Free              | 4 juillet 2023     | Fuite d'organes                       | À venir            |
| 47 | Which Witch is Which?             | 5 juillet 2023     | Sorcière en herbe                     | À venir            |
| 48 | Get Off My Lawnie                 | 6 juillet 2023     | Les Fans-tacules                      | À venir            |
| 49 | Bubble Bass Reveiws               | 24 juillet 2023    | La revue de Boule de Gras             | À venir            |
| 50 | Patrick's Prison Pals             | 25 juillet 2023    | Patrick à la prison                   | À venir            |

### Saison 2
| №  | Titre original                                           | Première diffusion | Titre français                                                | Première diffusion |
| -- | -------------------------------------------------------- | ------------------ | ------------------------------------------------------------- | ------------------ |
| 1  | The Patrick Show Cashes In                               | 26 juillet 2023    | Des pubs à gogo                                               | À venir            |
| 2  | The Star Games                                           | 27 juillet 2023    | Et c'est la bonne réponse !                                   | À venir            |
| 3  | Super Stars                                              | 21 août 2023       | La super famille                                              | À venir            |
| 4  | Now You Museum, Now You Don't                            | 22 août 2023       | Panique au musée                                              | À venir            |
| 5  | 10 And 1 Toilets                                         | 23 août 2023       | Les 101 petits coins                                          | À venir            |
| 6  | Family Plotz                                             | 24 août 2023       | Repos éternel                                                 | À venir            |
| 7  | The Wrath of Shmandor                                    | 13 novembre 2023   | La colère de Shmandor                                         | À venir            |
| 8  | There Goes the Neighborhood                              | 14 novembre 2023   | Les voisins de Patrick                                        | À venir            |
| 9  | Movie Stars                                              | 15 novembre 2023   | Les stars du cinéma                                           | À venir            |
| 10 | Dr. Smart Science (Dr. Smart Science with Prof. Patrick) | 16 novembre 2023   | Docteur La Science (Docteur La Science et Professeur Patrick) | À venir            |
| 11 | The Commode Episode                                      | 13 février 2024    | L'épisode commode                                             | À venir            |
| 12 | Tying the Klop-Knot                                      | 15 février 2024    | Encore un mariage klopnodien                                  | À venir            |
| 13 | Chum Bucket List                                         | 21 février 2024    | La liste des rêves                                            | À venir            |
| 14 | Big Baby Patrick                                         | 22 février 2024    | Bébé Patrick                                                  | À venir            |
| 15 | Is There a Director in the House?                        | 27 février 2024    | Y a-t-il un réalisateur dans la salle ?                       | À venir            |
| 16 | Star Cruise                                              | 28 février 2024    | Croisière en famille                                          | À venir            |
| 17 | Best Served Cold                                         | 29 février 2024    | Vengeance glaciale                                            | À venir            |
| 18 | Tattoo Hullabaloo                                        | 20 mai 2024        | Message tatoué                                                | À venir            |
| 19 | Too Many Patricks                                        | 20 mai 2024        | Patrick de temps en temps                                     | À venir            |
| 20 | Much Tofu About Nothing                                  | 21 mai 2024        | Beaucoup de tofu pour rien                                    | À venir            |
| 21 | Face/Off-Model                                           | 22 mai 2024        | Le vrai Patrick                                               | À venir            |
| 22 | 5 Star Restaurant                                        | 23 mai 2024        | Cinq étoiles                                                  | À venir            |
| 23 | At Home, On the Lam                                      | 22 juillet 2024    | En cavale à la maison                                         | À venir            |
| 24 | Pick Patrick's Path                                      | 23 juillet 2024    | Des votes de choix                                            | À venir            |
| 25 | Time to Eat                                              | 24 juillet 2024    | L'heure de manger                                             | À venir            |
| 26 | Cleanin' House                                           | 25 juillet 2024    | Le grand ménage                                               | À venir            |

### Saison 3
À venir...

## Accueil
Common Sense Media a attribué à la série quatre étoiles sur cinq, en écrivant: "Le spin-off de Starfish s'amuse maladroitement, beaucoup de violence burlesque."